# Fritz Klacl
Friedrich „Fritz“ Klacl (* 23. April 1919 in Wien; † 13. Oktober 1965) war ein österreichischer Fußballspieler.

## Karriere
Aus dem FC Wolfrum aus Donaustadt, dem 22. Wiener Gemeindebezirk hervorgegangen, gelangte Fritz Klacl, Sohn des langjährigen Obmanns des FC Stadlau, Theodor Klacl, zum SK Admira Wien, für den er zunächst in der Saison 1937/38 in der Nationalliga, der höchsten Spielklasse im österreichischen Fußball, als Abwehrspieler Punktspiele bestritt.
Mit dem Anschluss Österreichs spielte er von 1938 bis 1941 in der Gauliga Ostmark, eine von 17, später auf 23 aufgestockten Gauligen zur Zeit des Nationalsozialismus als einheitlich höchste Spielklasse im Deutschen Reich, von 1941 bis 1943 und – abstiegsbedingt – die Saison 1944/45 in der Gauliga Donau-Alpenland.
In der zehn Mannschaften umfassenden Liga setzte er sich mit seiner Mannschaft in der Premierensaison als Erstplatzierter durch und nahm somit an der Endrunde um die Deutsche Meisterschaft teil. In dem in vier Gruppen ausgetragenen Wettbewerb setzte sich seine Mannschaft als Erstplatzierter der Gruppe 3 – aufgrund des besseren Torquotienten gegenüber den punktgleichen Stuttgarter Kickers – durch. Nachdem er alle sechs Gruppenspiele bestritten hatte, gewann er mit seiner Mannschaft auch das am 4. Juni 1939 in Frankfurt am Main ausgetragene Halbfinale gegen den Hamburger SV mit 4:1. Die finale Begegnung mit dem FC Schalke 04 am 18. Juni 1939 im Berliner Olympiastadion endete für seine Mannschaft mit der deutlichen 0:9-Niederlage und für ihn in der 52. Minute mit einem Platzverweis, nachdem er seinen Gegenspieler Fritz Szepan zu Boden geschlagen hatte. Daraufhin wurde er zunächst lebenslänglich aus dem NSRL ausgeschlossen, d. h., er hätte nie wieder Fußball spielen dürfen. Bereits im November 1939 wurde Klacl jedoch vom Reichssportführer wegen „seiner ausgezeichneten Haltung“ im Kriegseinsatz begnadigt.
Des Weiteren kam er in sechs Spielen um den 1935 eingeführten Vereinswettbewerb um den Tschammerpokal zum Einsatz. Sein Debüt gab er am 6. November 1938 im Viertelfinale in der Ausscheidungsrunde Ostmark bei der 0:6-Niederlage gegen den First Vienna FC. Deutlich mehr Spiele bestritt er 1941, als er mit seiner Mannschaft bis ins Halbfinale vordringen konnte, jedoch mit 2:4 beim Dresdner SC, dem späteren Deutschen Meister, aus dem Wettbewerb ausschied. In den vier Runden zuvor gelangen ihm am 21. September 1941 beim 5:0-Viertelfinalsieg über die Stuttgarter Kickers, mit den Treffern zum 1:0 in der achten und zum 4:0 in der 44. Minute, zwei Tore.
Nach dem Ende des Zweiten Weltkriegs wurde der Spielbetrieb am 1. September 1945 schnell wieder aufgenommen. Von da an bis 1949 bestritt er seine Punktspiele in der vom Wiener Fußball-Verband organisierten (Wiener) Liga.
Am Ende der Premierensaison konnte die Klasse als Neuntplatzierter (von zwölf teilnehmenden Mannschaften) wegen der um ein Tor besseren Differenz gegenüber dem Neuling SC Helfort Wien gehalten werden; zwei sechste Platzierungen und ein dritter Platz folgten. Seine letzte Saison, 1949/50, absolvierte er in der Staatsliga A und schloss diese mit seiner Mannschaft als Fünftplatzierter ab.
Im Jahre 1965 starb Klacl 46-jährig und wurde am 20. Oktober 1965 am Kagraner Friedhof (Gruppe 13, Reihe 11 Nummer 3) beerdigt. Seine 1926 geborene Ehefrau Erna überlebte ihn um knapp 43 Jahre, starb im Alter von 82 Jahren am 17. August 2008 und wurde an der Seite ihres Mannes bestattet.

## Erfolge
- Zweiter der Deutschen Meisterschaft 1939
- Gaumeister Ostmark 1939